# 화순 송단 복조리 마을
화순 송단 복조리 마을은 대한민국 전라남도 화순군 화순읍에 있다. 2011년 12월 26일 화순군의 향토문화유산 제56호로 지정되었다.